# Alberto della Piagentina

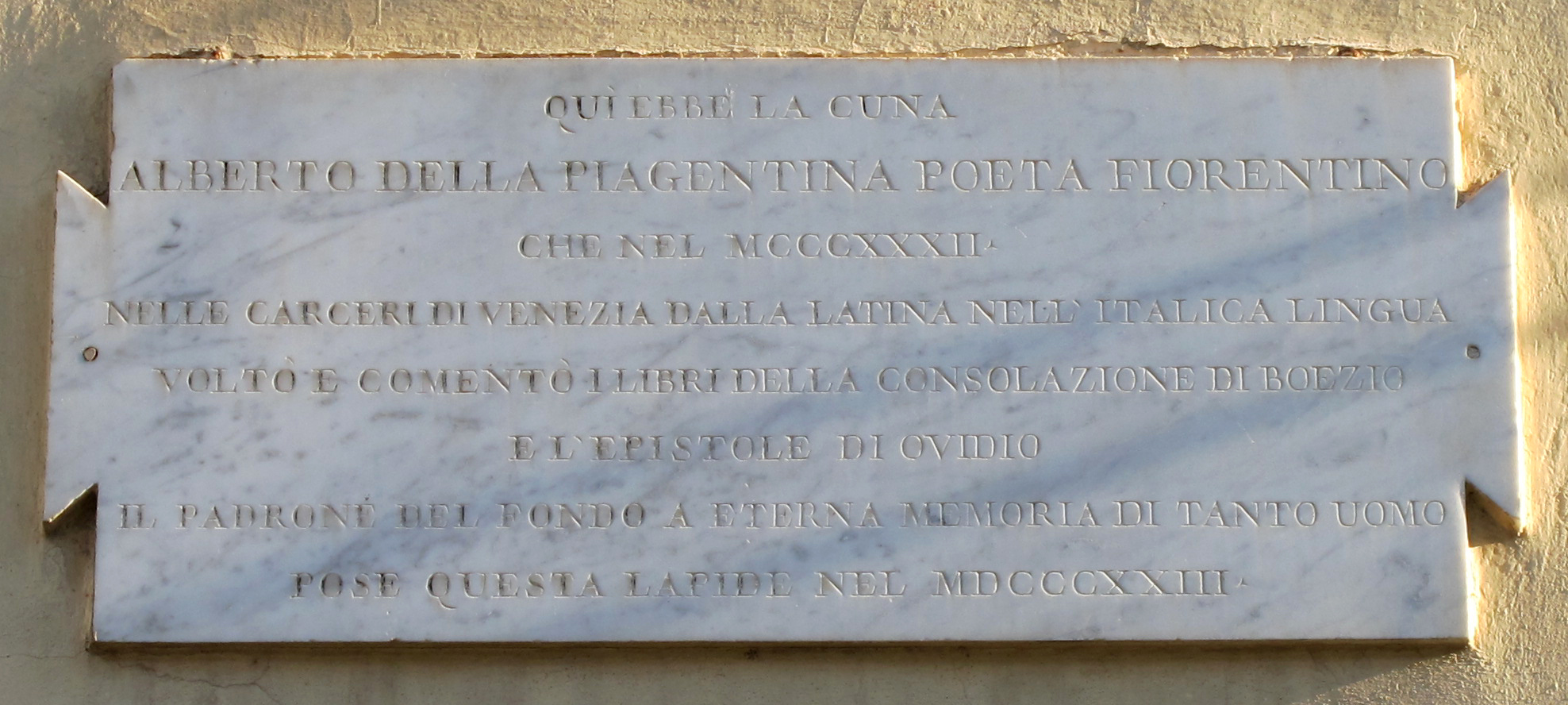
Targa nella zona della Piagentina a Firenze

Alberto della Piagentina, un tempo noto come Alberto Fiorentino (Firenze, fine XIII secolo – Venezia, 1332), è stato un traduttore, poeta e notaio italiano, autore di una traduzione del De consolatione philosophiae di Boezio.

## Biografia
Alberto della Piagentina, con la specificazione "della Piagentina" dal rione di Firenze dove nacque verso la fine del XIII secolo, era figlio di un notaio, Guglielmo, e fu avviato egli stesso a quella professione, com'è stato ricavato da un atto rogato nel 1322. 
È noto soprattutto per un volgarizzamento del De consolatione philosophiae (risalente al 1332, ma pubblicato per la prima volta nel 1735) di Severino Boezio, uno dei 15 volgarizzamenti italiani dell'opera. Tale opera - detta talora Della filosofica consolazione, talvolta Il Boezio - costituisce uno dei primi esempi nella tradizione letteraria italiana di traduzione poetica, con la resa in terza rima dei metri latini dell'originale. Essa è profondamente permeata della lezione della Divina commedia, della quale sono riecheggiati molti versi, e costituisce il primo esempio di citazione dal Convivio, a testimonianza della fortuna immediata di Dante. La vicenda biografica di Alberto Fiorentino, com'è stato scritto da Apostolo Zeno, ricalca in qualche misura quella di Boezio, in quanto la traduzione in terzine del "De consolatione philosophiae" risalirebbe al periodo della prigionia veneziana, durante la quale trovò la morte nel 1332.